# Hoa-Binh (film)
Cet article concerne le film de 1970. Pour la ville vietnamienne, voir Hòa Bình.
Pour plus de détails, voir Fiche technique et Distribution.
Hoa-Binh est un film français de Raoul Coutard, sorti en 1970. Il s'agit d'une adaptation du roman de Françoise Lorrain La Colonne des cendres, publié en 1954.
Hoà bình, 和平, signifie paix en sino vietnamien. C'est aussi le nom d'un chef-lieu et d'une province vietnamienne.

## Synopsis
L'action se déroule durant la Guerre du Viêt Nam. À travers le cas d'un petit orphelin livré à lui même et de sa sœur en bas âge, le réalisateur décrit sobrement le quotidien des enfants vivant dans un pays livré par des adultes à une guerre ininterrompue.

## Fiche technique
Sauf indication contraire, les informations mentionnées dans cette section peuvent être confirmées par la base de données cinématographiques Unifrance,  présente dans la section « Liens externes ».
- Titre original : Hoa-binh ou Hoa Binh
- Titre vietnamien : Hòa Bình
- Réalisation : Raoul Coutard.
- Scénario : Raoul Coutard, d'après le roman La Colonie des cendres de Françoise Lorrain.
- Photographie : Georges Liron.
- Montage : Victoria Mercanton.
- Musique : Michel Portal.
- Producteur : Gilbert de Goldschmidt.
- Sociétés de production : CAPAC, les Productions de la Guéville, Madeleine Films, Parc Films.
- Pays d'origine : 100 %  France.
- Langues : français et vietnamien.
- Format : Couleurs (Eastmancolor) - 1,37:1 - Son mono - 35 mm
- Durée : 93 minutes (1 h 33).
- Date de sortie : 
  - France : 11 mars 1970.

## Distribution
- Phi Lan : Hung.
- Huynh Cazenas : Xuan.
- Le Quynh : le père.
- Marcel Lan Phuong : Nam.
- Bui Thi Thanh : Tran Thi Ha.
- Tran Van Lich : le commissaire politique.
- Anh Tuan : l'officier vietcong.
- Danièle Delorme : l'infirmière française.
- Kieu Anh : l'infirmière vietnamienne.
- Xuan Ha : la mère.

## Distinctions
- 1970 : Prix de la première œuvre au Festival de Cannes.
- 1970 : Prix Jean-Vigo.